# پرویز ظفری
پرویز ظفری سیاست‌مدار ایرانی،نویسنده و مترجم، و  یکی از پنج تن معاونان حزب پان‌ایرانیست بود، که در دوره بیست و چهارم مجلس شورای ملی به عنوان نماینده مردم نهاوند از استان همدان در مجلس شورای ملی حضور داشت. وی همچنین عضو شورای مرکزی حزب پان ایرانیست بود. پرویز ظفری، کتاب کار تنها سند مالکیت و یگانه پاسدار آن،  را در سال ۱۳۵۸ در ایران نوشته است و کتاب باد، شن و ستارگان نوشته آنتوان دوسنت اگزوپری را به فارسی ترجمه نموده که در سال ۱۳۹۶( ۲۰۱۸م.) در شرکت کتاب لوس انجلس چاپ و منتشر شد.